# Our Song (Taylor Swift)
Our Song è una canzone della cantante statunitense country pop Taylor Swift, estratta come terzo singolo dal suo album di debutto Taylor Swift. Il singolo è stato pubblicato il 22 agosto 2007 dall'etichetta discografica Big Machine Records.
Per aver venduto più di quattro milioni di copie, il singolo è stato certificato quadruplo disco di platino negli Stati Uniti ed ha venduto 4,5 milioni di copie mondialmente. Our Song ha raggiunto la sedicesima posizione della classifica americana, nonché la prima delle canzoni country. All'età di soli diciott'anni, Taylor Swift è considerata l'artista più giovane ad aver mai raggiunto la vetta di tale classifica.

## Tracce
Maxi CD singolo (Stati Uniti)
1. Our Song (modifica radiofonica) 3:27
2. Our Song (Pop Remix) 3:22
3. Our Song (versione originale) 3:24

## Classifiche
| Classifica (2007)                | Posizione massima |
| -------------------------------- | ----------------- |
| Canada                           | 30                |
| U.S. Billboard Hot 100           | 16                |
| U.S. Billboard Hot Country Songs | 1                 |